# Таулага
Таулага (англ. Taulaga) — заброшенная деревня на северо-западном побережье атолла Суэйнс в Американском Самоа.

## Этимология
Название деревни на самоанском языке и языке токелау имеет значения «гавань», «город», «священное подношение» или «рыбное место».

## Описание
Деревня известна с конца XIX века в качестве места производства копры. Сараи для её сушки изображены на фотографии деревни 1886 года. Неизвестно, существовала ли деревня до развития этого производства. Производимая в деревне копра транспортировалась по морю в Паго-Паго. Так как лагуна атолла полностью изолирована от вод океана, то суда вынуждены были вставать на якорь с внешней стороны атолла за полосой прибоя; разгрузка судов и погрузка копры осуществлялись жителями деревни.

Пик населения атолла Суэйнс (164 человека) пришёлся на 1950; затем оно начало снижаться и к 1990 составляло 16 человек. 
| 1930 | 1940 | 1950 | 1960 | 1970 | 1980 | 1990 | 2010 | 2020 |
| ---- | ---- | ---- | ---- | ---- | ---- | ---- | ---- | ---- |
| 99   | 147  | 164  | 106  | 74   | 27   | 16   | 17   | 0    |

К 1968 году в деревне имелись: школа, занимавшая одно помещение, церковь 1888 года постройки, несколько домов, сарай для сушки копры и бетонная цистерна с пресной водой постройки 1920-х годов, наполнявшаяся во время дождя и служившая единственным её источником.
В 1986 году в Таулаге, помимо школы и церкви, имелось заросшее травой малаэ, около 20 домов традиционной токелауской архитектуры и сарай для копры, «напоминавший большие красные амбары Новой Англии», служивший также зданием местных органов власти. Источником пресной воды по-прежнему выступали обильные осадки, собиравшиеся с крыши сарая в две деревянные цистерны. Местные жители называли этот сарай «юпели». Чтобы прокормить себя, жители выращивали кокосы, бананы, таро, хлебное дерево и папайю, ловили рыбу.
В 2005 году на южную часть Тихого океана обрушился тропический циклон «Перси», вызвавший серьёзные разрушения в деревне. Из 9 имевшихся зданий 6 было разрушено. Фактическое население атолла на тот момент составляло 8 человек.
К 2013 году деревня была заброшена. Из имевшихся ранее зданий в наилучшем состоянии находилась церковь. В 2020 году перепись населения зафиксировала нулевую численность населения атолла.
В 2023 году на территории бывшей деревни было проведено мероприятие с участием губернатора в честь 98-летия нахождения атолла в составе Американского Самоа.